# Niški sporazum (1739)
Niški sporazum je bil mirovni sporazum, ki sta ga 3. oktobra 1739 v Nišu v današnji južni Srbiji podpisala Osmansko cesarstvo in Ruski imperij, da bi končala rusko-turško vojno 1735–1739.
Rusi so se odrekli svoji zahtevi po Krimu in Moldaviji, vendar jim je bilo dovoljeno zgraditi pristanišče v Azovu, čeprav brez utrdb in brez pravice do flote v Črnem morju. Vojna je bila rezultat ruskega prizadevanja, da bi pridobila Azov in Krim kot prvi korak k prevladi nad Črnim morjem. Habsburška monarhija je vstopila v vojno leta 1737 na strani Rusije, vendar je bila prisiljena skleniti mir z Osmani z ločenim Beograjskim sporazumom, s katerim jim je predala severno Srbijo, severno Bosno in Oltenijo (Krajovski Banat) ter jim omogočila, da se uprejo Ruskemu prodiranju proti Konstantinoplu. V zameno je sultan priznal habsburškega cesarja za uradnega zaščitnika vseh krščanskih podložnikov v Osmanskem cesarstvu, kar je zase zahteval tudi ruski car. Avstrijski mirovni sporazum je skupaj z neposredno grožnjo švedske invazije prisilila Rusijo, da je sklenila Niški sporazum.